# Анатомия

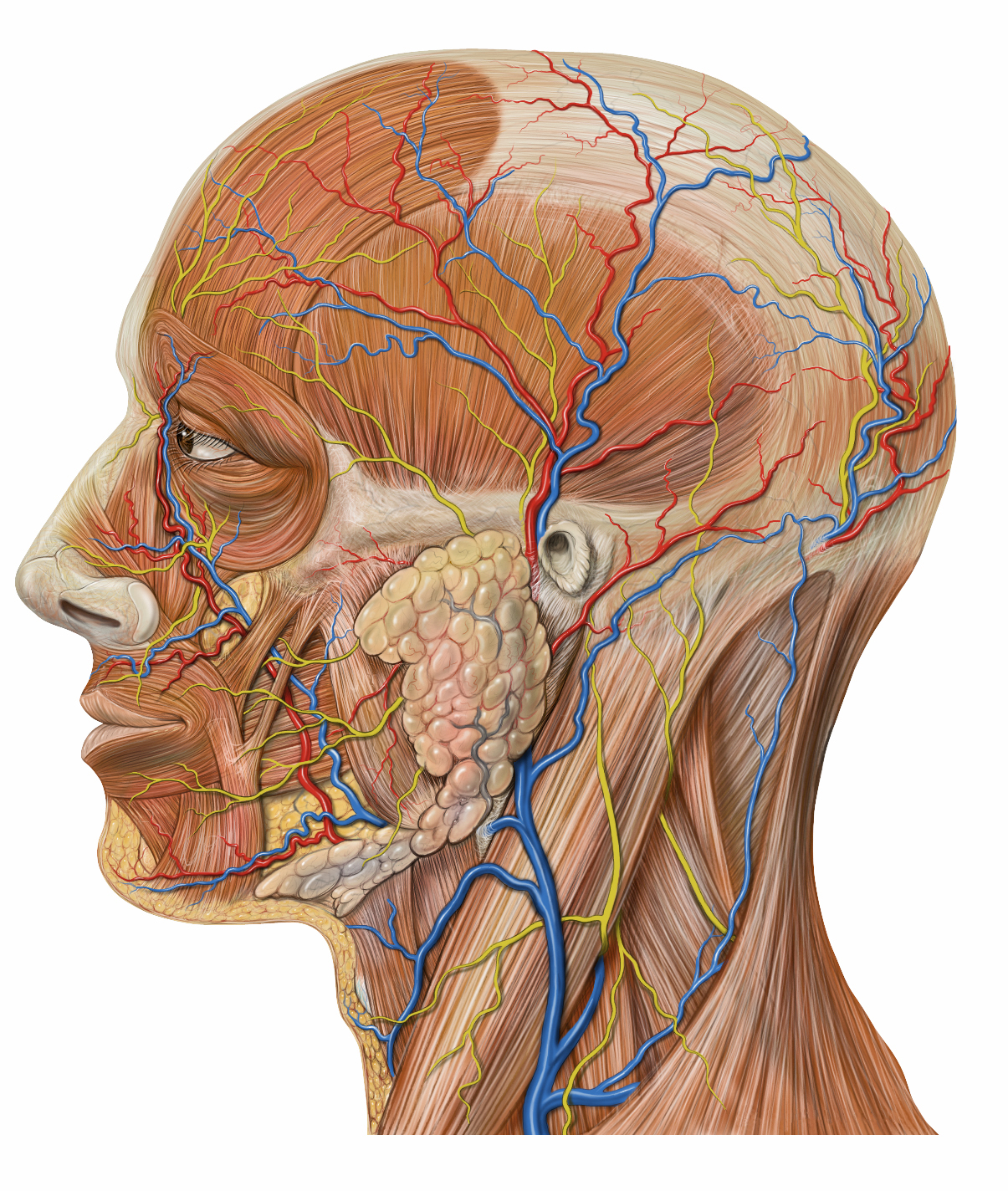
Пример анатомического рисунка

Анато́мия (от греч. ἀνα- «вновь; сверху» + τέμνω «режу, рублю, рассекаю») — раздел биологии, изучающий строение тела, организмов и их частей на уровне выше тканевого. Анатомия как наука (собственно предмет анатомии) изучает не только внешнее строение организма в целом, но и внутреннюю форму и структуру органов, входящих в его состав. Современная анатомия с помощью микроскопии срезов анатомических препаратов смогла раздвинуть горизонты познания и выделить ещё один аспект морфологической науки — микроскопическую анатомию. В свою очередь микроскопическая анатомия тесно связана с наукой о тканях (гистологией от греч. hystós — ткань), изучающей закономерности развития и строения тканей, а также с наукой о клетке (цитологией от греч. cýtos — клетка), которая исследует закономерности развития, строения и деятельности отдельных клеток, из которых построены ткани и органы исследуемого макроорганизма. Взятые вместе анатомия, гистология, цитология и эмбриология (от греч. émbryon — зародыш) в совокупности представляют общую науку о форме, развитии и строении организма — морфологию (от греч. morphé — форма).

## Методы анатомического исследования
Современная наука располагает достаточным арсеналом различных методов исследования строения тела человека и животных. Выбор метода исследования прежде всего зависит от цели и задачи исследования. Различают:
- старейший, но по-прежнему не утративший своего значения метод рассечения (препарирования), давший название разделу морфологии анатомии, используется для изучения внешнего строения и топографии крупных образований;
- метод инъекции, часто сочетающийся с рентгенографией, широко применяется для исследования полостей, сосудов и протоков;
- «пироговские срезы» — распилы, позволяющие получить сведения о тканевых соотношениях и взаиморасположении органов относительно друг друга;
- пластическая реконструкция — восстановление исследуемого органа или ткани по сопоставлению серии гистологических срезов;
- Антропометрический (соматометрический) — позволяет изучать строения тела путём измерения его отдельных частей и расчёта их соотношений, определяющих пропорции тела.

## Наиболее известные ветви анатомии

### Анатомия растений
Анатомия растений изучает структуры и взаимное расположение тканевых комплексов у растений, является разделом ботаники, изучающим строение растений на уровне тканей и клеток, закономерности развития и размещения тканей в отдельных органах. Гистологию растений — раздел ботаники, изучающий строение, развитие и функции растительных тканей, — обычно рассматривают как составную часть анатомии растений. Анатомия растений входит в состав морфологии растений, рассматриваемой в широком смысле (морфология в узком смысле занимается изучением строения и формообразования растений на макроскопическом (главным образом на организменном) уровне. Данные анатомии растений широко используют в систематике и растениеводстве. Анатомия растений тесно связана с физиологией растений — разделом ботаники, изучающим закономерности жизненных процессов, протекающих в растительных организмах. Кроме того, исследование строения растительных клеток со временем выделилось в самостоятельный раздел ботаники — цитологию растений.
Первоначально анатомия растений совпадала с морфологией растений — описанием физических форм и внешней структуры растений, но с середины XX века исследования в анатомии растений рассматриваются как отдельная область, связанная с изучением прежде всего внутренней, микроскопической структуры.

### Анатомия животных
Анатомия животных — наука, которая занимается изучением внутреннего строения живых организмов, структурным расположением систем органов, отдельных органов и тканей организма. В качестве раздела науки, изучает структуры и взаимное расположение тканевых комплексов у животных. Кроме того, отдельно выделяют анатомию позвоночных и анатомию человека.

### Анатомия человека

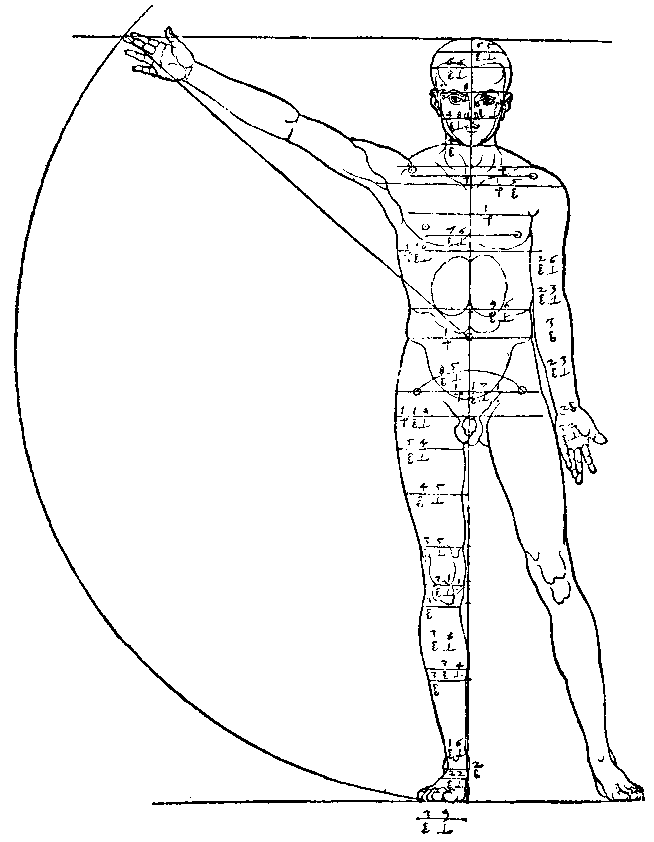
Альбрехт Дюрер — Пропорции тела человека

Анатомия человека — раздел биологии, изучающий морфологию человеческого организма, его систем и органов, а также структуры и взаимное расположение. Функциональная анатомия ставит задачи выяснения взаимосвязей в строении органов и систем человеческого организма с характером их функционирования. Эта ветвь науки имеет значение как для биологии, так и для медицины. Кроме того, знание анатомии необходимо в прикладном искусстве для правильной передачи пропорций, поз, жестов и мимики человека. Таким образом, предметом изучения анатомии человека являются форма и строение, происхождение и развитие человеческого организма. Анатомия человека — одна из фундаментальных дисциплин в системе медицинского и биологического образования, тесно связанная с такими отделившимися от неё дисциплинами, как антропология и физиология человека, а также сравнительной анатомией, эволюционным учением и генетикой. Выделение анатомии человека из сферы анатомии живых организмов обусловлено не только наличием у человека характерных анатомических признаков, но и формированием у человека мышления, сознания и членораздельной речи.
Анатомия «нормального» (здорового) тела человека традиционно рассматривается по системам органов — нормальная (систематическая) анатомия человека. Нормальная (систематическая) анатомия человека — раздел анатомии человека, изучающий строение «нормального», то есть здорового тела человека по системам органов, органам и тканям. Органы, которые объединены функционально, составляют систему органов. В русской анатомической школе системой органов принято считать функционально единую группу органов, которые имеют анатомическое и эмбриологическое родство; группы органов, объединённых только функционально, называются аппаратами органов (опорно-двигательный, речевой, эндокринный и так далее). Тем не менее, часто наблюдается терминологическая подмена «аппарата органов» на «систему органов». Системы и аппараты органов формируют целостный организм человека. Постоянство внутренней среды (гомеостаз) поддерживается посредством нейрогуморальной регуляции обменных процессов в организме, обеспечиваемой содружественным функционированием нервной, эндокринной и сердечно-сосудистой систем.
Разделами нормальной (систематической) анатомии человека являются: остеология — учение о костях, синдесмология — учение о соединениях частей скелета, миология — учение о мышцах, спланхнология — учение о внутренних органах пищеварительной, дыхательной и мочеполовой систем, ангиология — учение о кровеносной и лимфатической системах, анатомия нервной системы (неврология) — учение о центральной и периферической нервной системах, эстезиология — учение об органах чувств.
Помимо этого, на базе анатомии человека, с учётом накопленного хирургического опыта, оформилась и выделилась в отдельную самостоятельную дисциплину топографическая анатомия, позволяющая оперирующим хирургам изучать особенности строения тела по областям, рассматривая взаимоотношения органов друг с другом, соотношение их со скелетом и так далее. Как научно-медицинская дисциплина основана Н. И. Пироговым. Таким образом, топографи́ческая анато́мия является научно-прикладной дисциплиной, разделом анатомии человека, изучающим послойное строение анатомических областей, взаиморасположение (синтопию) органов, их проекцию на кожу (голотопию), отношение к скелету (скелетотопию), кровоснабжение, иннервацию и лимфоотток в условиях нормы и патологии, с учётом возрастных, половых и конституциональных особенностей организма. Данный раздел анатомии человека имеет прикладное значение для медицины, является теоретической основой для оперативной хирургии.
Кроме того, развивается функциональная анатомия, рассматривающая строение человека с точки зрения его функций (например, строение кровеносных сосудов с позиций гемодинамики, механизм перестройки кости с учётом функций воздействующих на неё мышц и так далее).
Достижения медицины как науки способствовали выделению отдельной дисциплины, изучающей морфологические изменения систем и органов человека при различных патологических процессах и заболеваниях — патологической анатомии. Патологи́ческая анато́мия — научно-прикладная дисциплина, изучающая патологические процессы и болезни с помощью научного, главным образом микроскопического, исследования изменений, возникающих в клетках и тканях организма, органах и системах органов. Патологическая анатомия является одной из основных медицинских дисциплин и обязательна для изучения не только в медицинских, но и ветеринарных вузах.
Развитие рентгенологии создало предпосылки для формирования и выделения принципиально новой анатомической дисциплины — рентгеноанатомии, предметом изучения которой является структура рентгенологического изображения внутренних органов. Внешнюю форму тела человека и его пропорции изучает пластическая анатомия.

### Сравнительная анатомия
Сравни́тельная анато́мия (или сравнительная морфология) — биологическая дисциплина, изучающая общие закономерности строения и развития органов и систем органов при помощи их сравнения у животных разных таксонов на разных этапах эмбриогенеза. В сравнительной анатомии наиболее часто используют два основных понятия:
1. Гомологичные органы — сходные структуры у разных видов, имеющих общего предка. Гомологичные органы могут выполнять разные функции. Например, плавники дельфина, лапы тигра и крыло летучей мыши. Наличие гомологичных органов свидетельствует о том, что общий предок имел исходный орган, который изменялся в зависимости среды обитания.
2. Аналогичные органы — сходные структуры у разных видов, не имеющих общего предка. Аналогичные органы имеют сходную функцию, однако имеют разное происхождение и строение. Аналогичными структурами можно назвать форму тела дельфинов и акул, которые эволюционировали в сходных условиях, но имели разных предков; крыло птицы, рыбы и комара; глаз человека, кальмара и стрекозы. Аналогичные органы являются примерами приспособления разных по происхождению органов к сходным условиям окружающей среды.

Впервые правила развития частных признаков были описаны Карлом Бэром.

## Область применения и подразделы анатомии
Как многие другие науки, анатомия имеет две стороны: практическую и теоретическую. Первая излагает правила исследования подлежащего материала, способы, приёмы и технические средства, при помощи которых приобретаются сведения о строении живых существ; вторая занимается не самим исследованием, а его результатами, то есть описывает эти результаты, объясняет их, приводит в систему и делает им сравнительную оценку. Другими словами, первая есть искусство, вторая — наука анатомии.
В прежнее время анатомические исследования имели своим предметом почти исключительно человека, и только в случае крайности, когда нельзя было располагать человеческими трупами, прибегали к рассечению млекопитающих. Поэтому под собственно анатомией понимали преимущественно анатомию человека (Антропотомия). Позднее наука стала заниматься также строением животных. Таким образом возникла животная анатомия, или зоотомия. Затем начались исследования внутреннего строения растений, что составило новую отрасль науки, растительную анатомию, или фитотомию.
Так как между человеком и позвоночными, а также между всеми животными вообще существует много общего со стороны их анатомического строения, то наука неизбежно должна была прийти к изучению сходств и различий этого строения, и таким образом появилась сравнительная анатомия, которая изучает основные этапы эволюции организма человека и животных. Она связана с палеонтологией и генетикой, составляя важную опору учению о происхождении видов.
Изобретение увеличительных линз позволило увидеть, то, что кажется однородным невооружённому глазу, вследствие этого от анатомии отделилась особая наука под названием микроскопическая анатомия, или гистология, изучающая организмы на тканевом уровне. Изменения строения органических существ, связанные с постепенным развитием их из простого зародыша в зрелую особь, составляют предмет эмбриологии. Последняя вместе с гистологией носит название общей анатомии, и в противоположность этому систематической анатомии даётся название частной, или описательной анатомии.
Анатомия здорового человека подразделяется соответственно употребляемому ею методу изложения на систематическую и топографическую.
Систематическая, или описательная, анатомия занимается изучением внешних свойств, вида, положения и взаимной связи органов, рассматривая их в том порядке, в каком они слагаются для образования однородных систем, служащих для достижения одной общей конечной цели. По мере накопления информации и появления новых методов исследований, систематическая анатомия дифференцировалась на ряд научных дисциплин: остеология — учение о костях, с включением суставных хрящей (хондрология); синдесмология — учение о связках между составными частями скелета, которые связывают кости в одно подвижное целое; миология — учение о мышцах; спланхнология — учение о внутренних органах, входящих в состав дыхательной, пищеварительной и мочеполовой систем; ангиология — учение о сосудах, о кровеносной и лимфатической системах; неврология — учение о центральной, периферической нервной системах и ганглиях (нервных узлах); эстезиология — наука об органах чувств; эндокринология — наука о строении и функциях эндокринной системы.
Топографическая анатомия, рассматривает части человеческого тела не по отдельным системам, а, главным образом, со стороны их взаимного положения во внутреннем пространстве тела, идя от наружной стороны внутрь, от поверхностно лежащих к глубоко лежащим частям. Она разделяет тело на множество крупных и мелких отделов, или провинций (областей), пользуясь для этого отчасти естественными границами, данными в различных сгибах, суставах, перегородках и т. д., отчасти воображаемыми, нарочно для этого придуманными линиями. Ствол делится на голову и туловище; последнее состоит из шеи, груди и живота. Конечности делятся на грудные, или руки, и брюшные, или ноги. На каждой из этих крупных частей различают ещё отделы и подотделы. Взаимное отношение органов в определённом пространстве играет важную роль при болезнях, и нарушение этого отношения влечёт за собою целый ряд болезненных изменений, правильное понимание которых возможно только тогда, когда отношение это известно. Эта анатомия областей составляет важную прикладную часть практической анатомии, особенно важную для хирургии. Анатомия областей, излагаемая преимущественно с точки зрения потребностей оперативной хирургии, носит также название хирургической анатомии. Топографическими препаратами называются такие, на которых отдельные системы тканей (мышцы, артерии, вены и кости) представлены в их положении относительно друг друга. К этим же топографическим препаратам относятся и разрезы, получаемые на замороженных трупах. Русская школа топографоанатомов была создана Н. И. Пироговым.
Пластическая анатомия, изучаемая художниками (также скульпторами и некоторыми мультипликаторами), в сущности та же топографическая анатомия, но она обращает преимущественное внимание на внешние очертания тела, пропорции, на зависимость их от внутренних частей, в особенности от мышц в их различных состояниях напряжения, наконец, на общие размеры отдельных частей тела и их взаимные отношения.
Функциональная анатомия ставит задачи выяснения взаимосвязей в строении органов и систем человеческого организма с характером их функционирования, изучает формирование органов на уровне индивидуального развития, определяя крайние пределы изменчивости, что востребовано лечебной практикой.
Большинство болезней сопровождается различными структурными изменениями в положении или строении различных органов и их тканей — исследование этих болезненных изменений составляет предмет так называемой патологической анатомии.

## Ледяная анатомия
Николай Иванович Пирогов впервые использовал рассечение мёрзлых (ледяных) трупов для изучения прижизненного взаиморасположения внутренних органов, которые при обычном вскрытии существенно меняли своё естественное расположение. Таким образом, хирург получил возможность изучить взаимное расположение внутренних органов относительно костных, мышечных и других ориентиров, а также их проекцию на кожный покров тела. Результаты вскрытий учёный зарисовывал, создавая атлас и разрабатывая новый метод изучения взаиморасположения органов оперирующими хирургами. Данный способ анатомирования (рассечения) трупов положил начало отдельной анатомической дисциплине — топографической анатомии. Пироговым был издан атлас под названием «Топографическая анатомия, иллюстрированная разрезами, проведёнными через замороженное тело человека в трёх направлениях». Фактически, изображения в атласе предвосхищали появление подобных изображений, полученных лучевыми томографическими методами исследования. Современная медицинская наука позволяет получить подобные срезы (томография) без рассечения тела (то есть у живого человека) с помощью современных технологий:
1. компьютерной томографии (обработка изображений, полученных с помощью рентгеновских лучей) — методики неразрушающего послойного исследования внутренней структуры объекта, (метод предложен в 1972 году Годфри Хаунсфилдом и Алланом Кормаком, удостоенными за эту разработку Нобелевской премии). Метод основан на измерении и сложной компьютерной обработке разности ослабления рентгеновского излучения различными по плотности тканями;
2. магнитно-резонансной томографии (использующей явление ЯМР, то есть без использования рентгеновских лучей) — томографический метод исследования внутренних органов и тканей с использованием физического явления ядерного магнитного резонанса — метод основан на измерении электромагнитного отклика ядер атомов водорода на возбуждение их определённой комбинацией электромагнитных волн в постоянном магнитном поле высокой напряжённости.

## Анатомическая терминология
В анатомической терминологии существуют особые термины для точного описания расположения частей тела, органов и других анатомических образований в пространстве и по отношению друг к другу в анатомии человека и других животных с билатеральным типом симметрии тела. Причём, в анатомии человека имеется ряд терминологических особенностей, отличающийся от других разделов анатомии (морфологии).